# Bivona

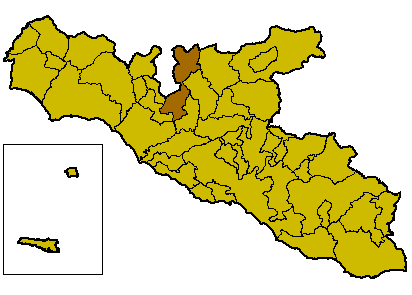
Localització de Bivona

Bivona (sicilià Bivona) és un municipi italià, dins de la província d'Agrigent. L'any 2008 tenia 4.004 habitants. Limita amb els municipis d'Alessandria della Rocca, Calamonaci, Castronovo di Sicilia (PA), Cianciana, Lucca Sicula, Palazzo Adriano (PA), Ribera i Santo Stefano Quisquina.

## Administració
| Període   | Identitat          | Partit |
| --------- | ------------------ | ------ |
| 1993-2002 | Giovanni Panepinto |        |
| 2002-2007 | Vincenzo di Salvo  | DS     |
| 2007-     | Giovanni Panepinto | PD     |

## Galeria d'imatges

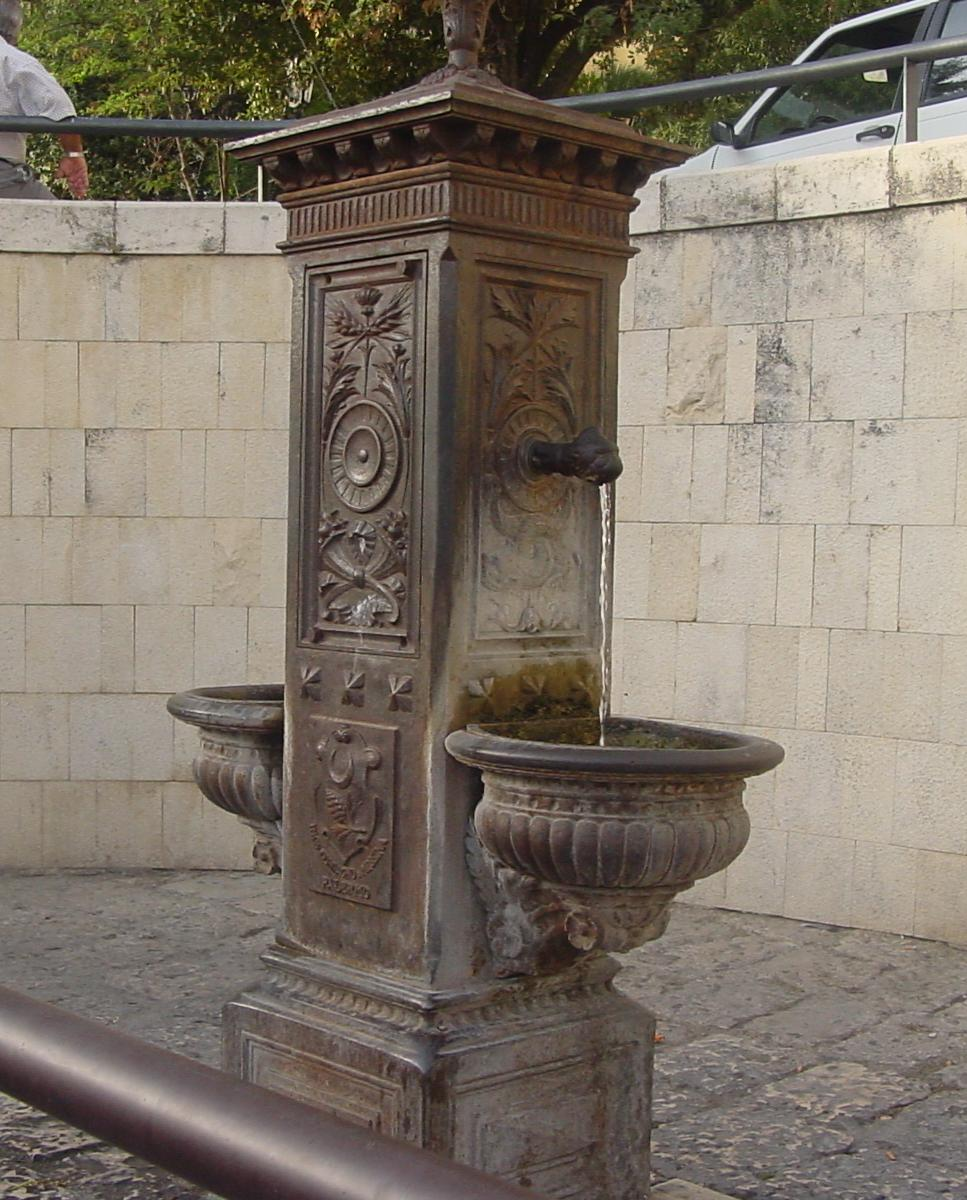
Li Cannulicchi, font històrica
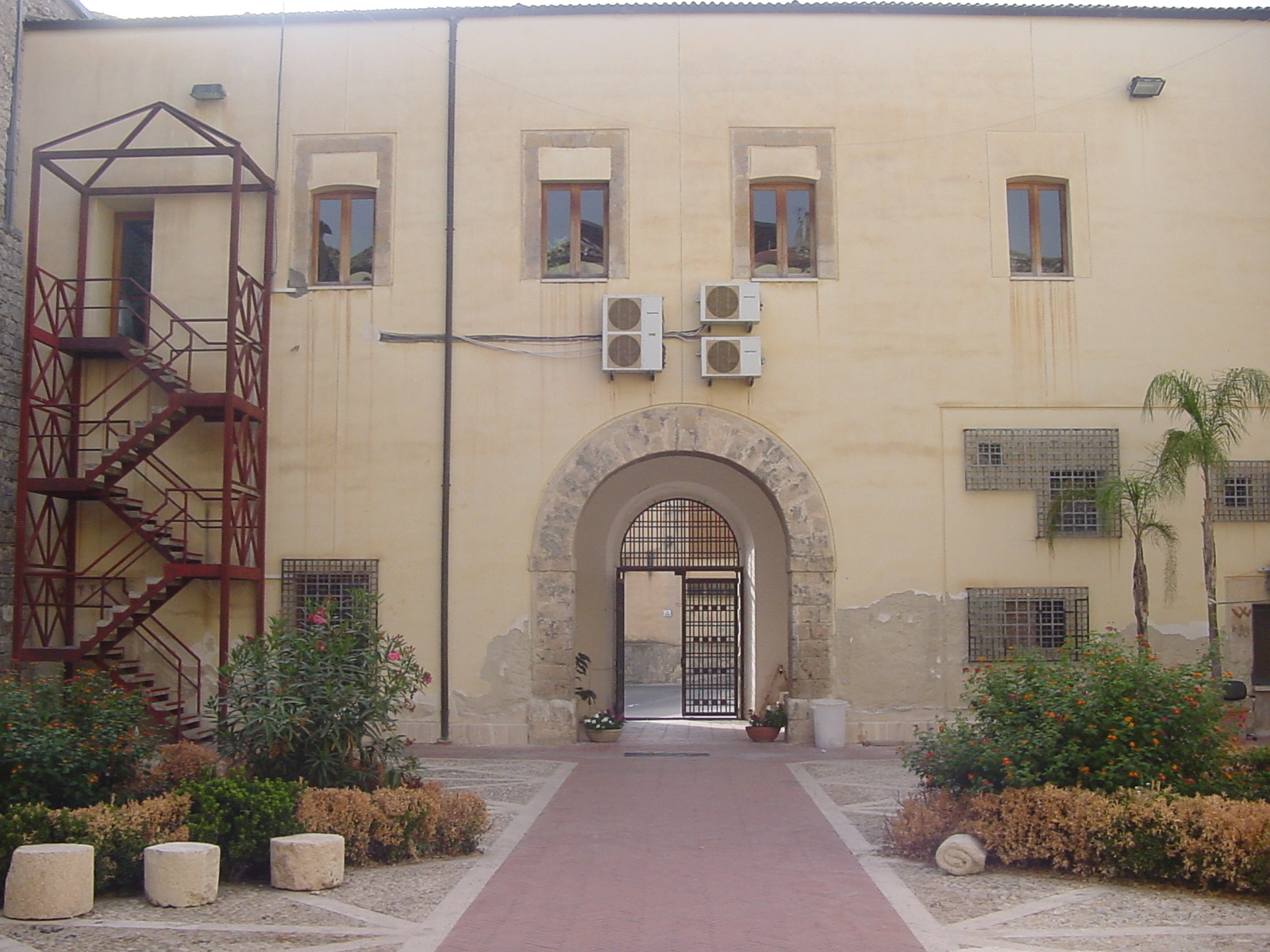
Ajuntament
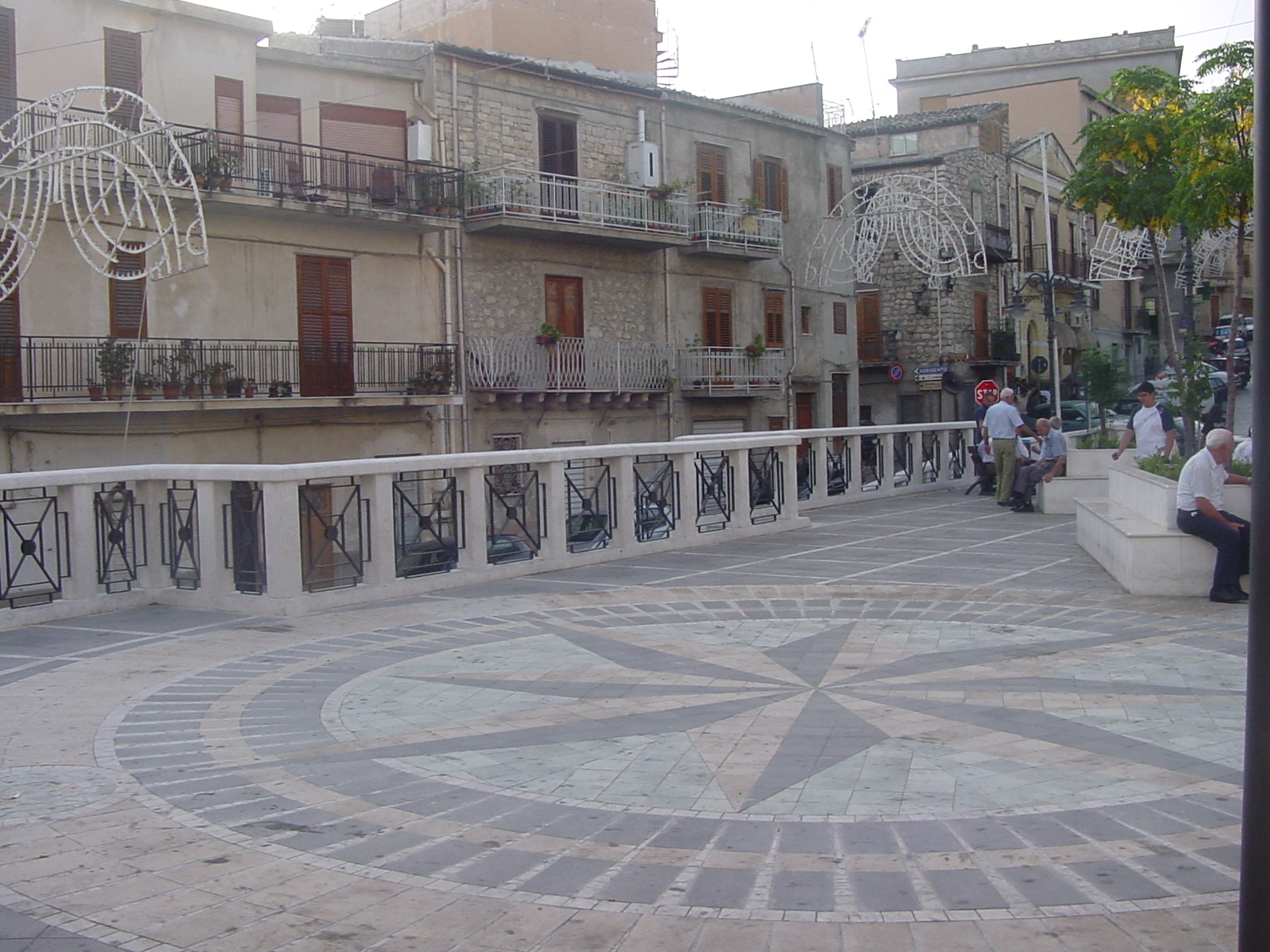
Piazza Guglielmo Marconi